# Abbaye de Himmelkron
L’abbaye de Himmelkron était une abbaye de religieuses cisterciennes située à Himmelkron en Haute-Franconie, dans l'archidiocèse de Bamberg du XIIIe au XVIe siècle. Par la suite, elle a servi de résidence d'été et de pavillon de chasse aux margraves de Bayreuth jusqu'au XIXe siècle. Aujourd'hui, il s'agit d'une résidence et d'un centre d'accueil de jour pour les personnes souffrant de handicaps mentaux.
L'église du monastère, d'origine gothique, a été remaniée dans le style baroque aux XVIIe et XVIIIe siècles. Aujourd'hui, la collégiale Sainte-Marie est une église paroissiale protestante luthérienne. Parmi les bâtiments restants du monastère, seule une aile du cloître gothique a été conservée ; les bâtiments actuels ont été construits, pour la plupart, entre le XVIe et le XVIIIe siècle. L'ensemble des bâtiments est inscrit sur la liste des monuments bavarois (Bayerische Denkmalliste) à la fois comme monument architectural et comme site archéologique.

## Localisation

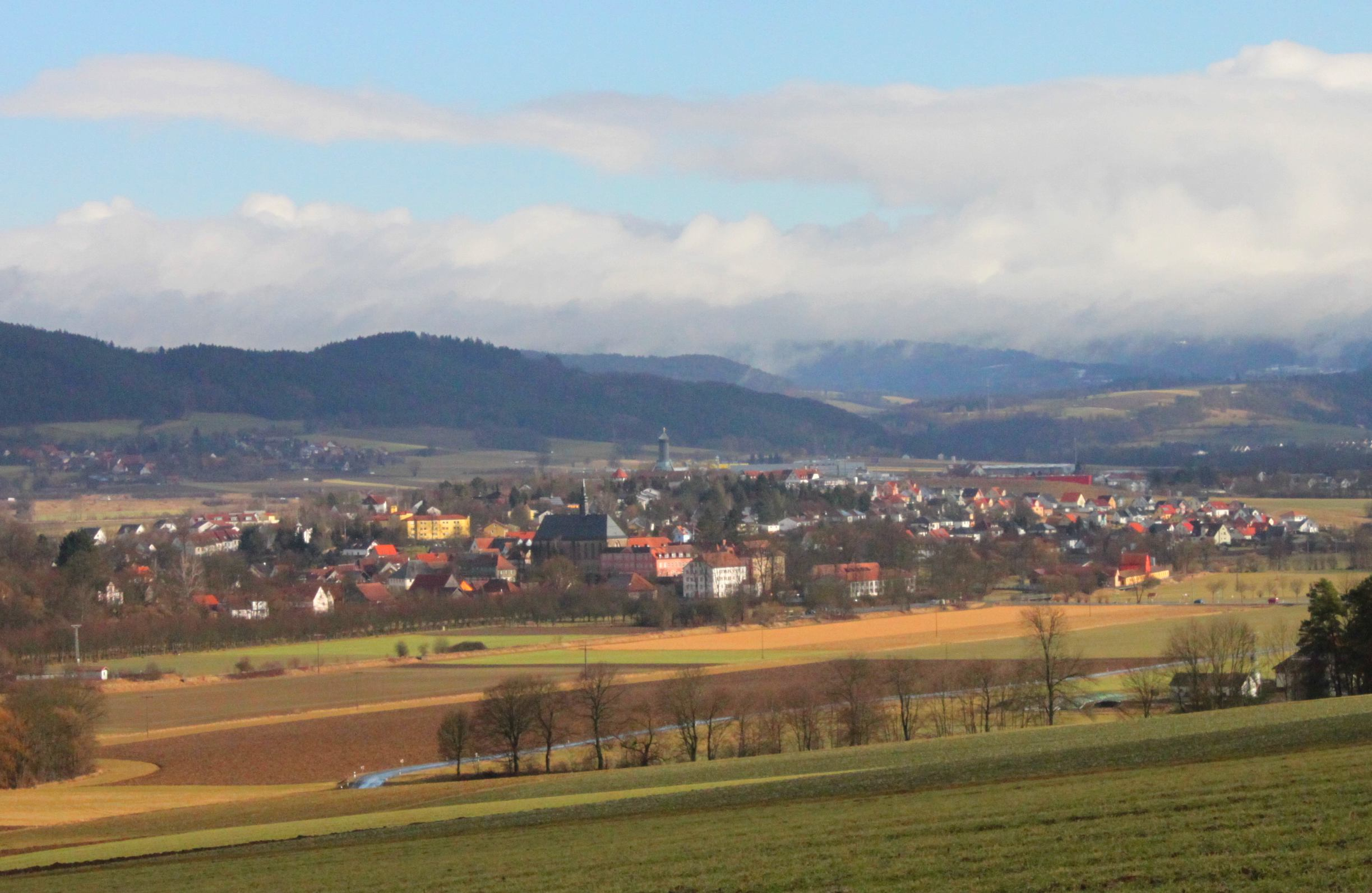
Le site de Himmelkron.

L'abbaye de Himmelkron est située au cœur du village du même nom, dans la vallée du Weißer Main, sur lequel un Mühlbach (bief de moulin) a été aménagé au droit de l'abbaye.

## Histoire

### Fondation
L'abbaye est fondée le 28 décembre 1279 par le comte Otto III de Weimar-Orlamünde (de) et sa femme Agnes von Truhendingen, qui souhaitent qu'elle prenne le nom d'Himmelkron ou, en latin, Corona cæli (« Couronne des cieux »). Il choisit également l'abbaye comme lieu d'inhumation, pour lui comme pour son fils. D'autres familles nobles des environs obtiennent également ce privilège. Le projet initial était de fonder un monastère masculin. Cependant, en raison de la proximité avec l'abbaye de Langheim, le chapitre général cistercien choisit de fonder plutôt une communauté féminine, dont les premières sœurs viennetn de l'abbaye de Sonnefeld (de),.

### Moyen Âge

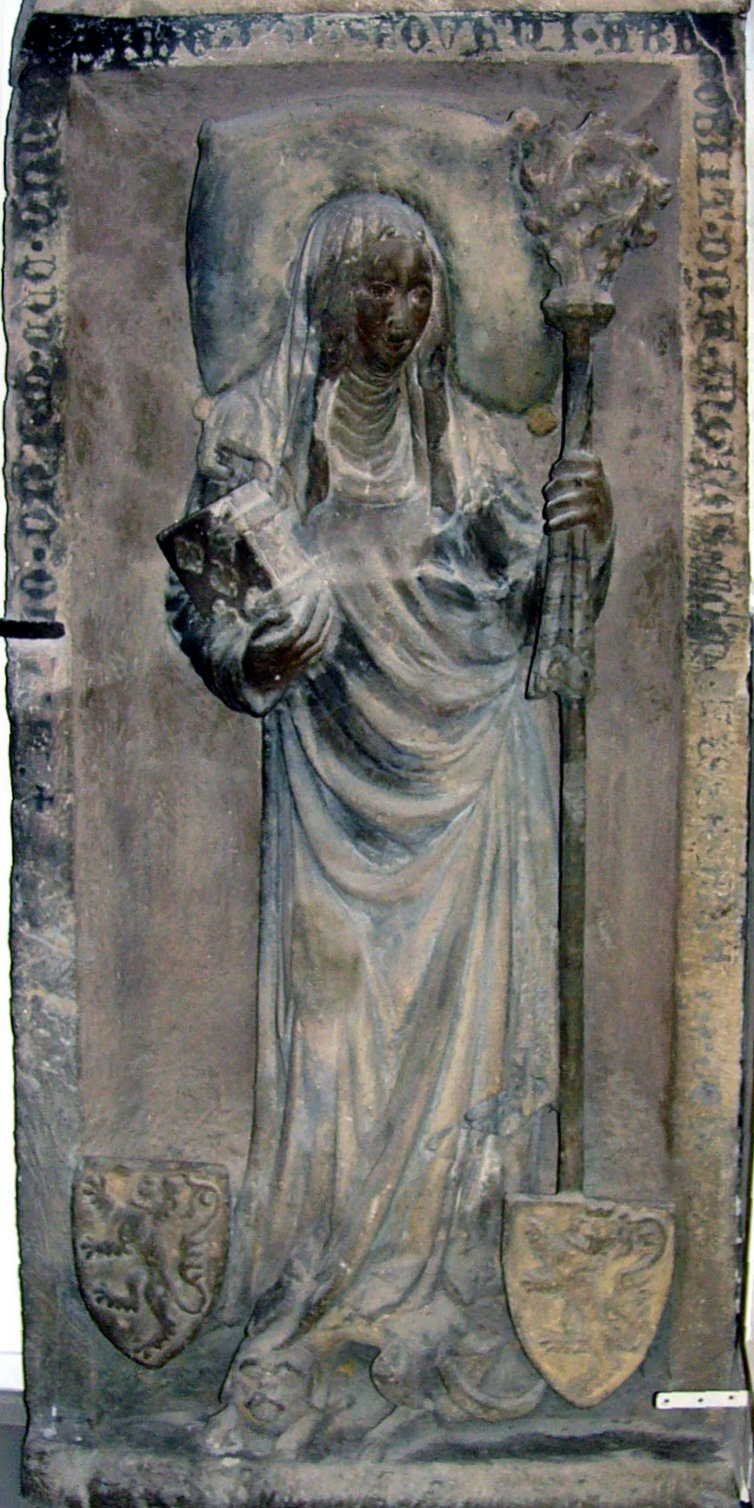
Épitaphe de l'abbesse Agnes von Orlamünde.

En 1338, l'abbaye échoit aux margraves de Brandebourg-Bayreuth, même si, à cette époque, ce lien n'est pas comparable à la commende et ne signifie rien d'autre qu'un fort lien territorial, affectif et bien sûr mortuaire. Sont enterrés en effet dans l'abbaye des membres des familles Orlamünde-Plassenburg, mais aussi des comtes de Hirschberg, des familles nobles Förtsch von Thurnau, von Künsberg, von Wirsberg, von Streitberg, von Wallenrode. Des épitaphes en témoignent dans l'église.
En 1430, durant les guerres hussites, l'abbaye est ruinée.
Le chantier d'un nouveau cloître démarre en 1473, sous l'abbatiat d'Élisabeth de Künsberg ; à cette époque, le monastère est sous l'objet d'une surveillance accrue du chapitre général cistercien, qui y mène des visites extraordinaires en 1456, 1481 et 1497 ; lors de cette dernière, une réforme de la règle est convenue. Le couvent est épargné par la guerre des Paysans allemands.

### Réforme et fermeture de l'abbaye
La Réforme protestante arrive en 1529 en Bavière, et les margraves de Brandebourg-Bayreuth y adhèrent. Ils tentent alors de faire passer l'abbaye dans le protestantisme, et finissent par y parvenir en 1548, avec la conversion de l'abbesse Marguerite de Döhlau ainsi que de plusieurs religieuses ; cependant l'abbaye conserve sa structure jusqu'à la mort de cette dernière en 1569 ; à cette dernière date, l'abbaye est officiellement sécularisée. Entretemps, la seconde guerre des Margraves a provoqué d'assez importants ravages dans l'abbaye.

### Après la sécularisation
Après la sécularisation, l'abbaye sert brièvement de résidence aux margraves. En 1578, elle est transformée en orphelinat, et l'église abbatiale est affectée au culte luthérien en 1590. La guerre de Trente Ans endommage à nouveau les bâtiments. Au cours du XVIIe siècle, les margraves de Brandebourg-Bayreuth l'utilisent comme bâtiment administratif, puis ils en font une résidence d'été, et y mènent en conséquence d'importants travaux de rénovation : palais princial construit entre 1699 et 1719, sur les plans de l'architecte Antonio della Porta et sous la maîtrise d'œuvre de Paul Decker. Simultanément, l'église est décorée en style baroque et adaptée à une liturgie protestante,.
De nombreux chantiers de démolition comme de construction sont menés au XVIIIe siècle. En 1735, l'ancienne crypte servant de sépulture aux religieuses est aménagée en crypte princière. En 1760, une grande partie du cloître, de style gothique tardif, est démoli, et ce n'est qu'à l'intervention du pasteur Johann Daniel Alberti que l'aile nord de ce cloître doit d'être conservée. En 1791, le margrave Charles-Alexandre vend l'intégralité du monastère en tant qu'appartements ; environ deux cents personnes vivent alors dans l'édifice. Enfin, à partir de 1893, la Diakonie Neuendettelsau (de) rachète petit à petit l'intégralité des lots pour en faire un unique établissement médico-social. Depuis 1987, un musée de l'abbatiale est ouvert dans l'ancien chœur des religieuses ainsi que dans la salle dite « Johannesstübchen »,.

### Liste des abbesses connues

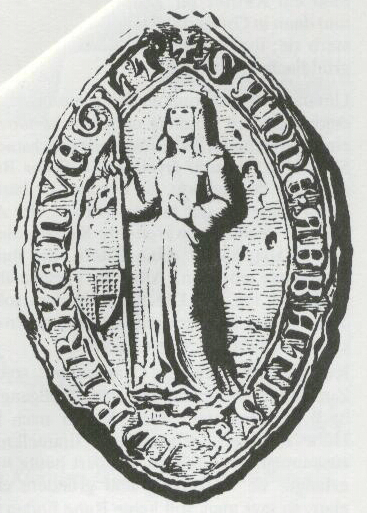
Sceau d'Anne de Nuremberg, abbesse d'Himmelkron.

L'abbaye est fondée en 1279, mais la première abbesse connue ne meurt qu'en 1354 ; ce long délai de 75 ans entre la fondation et la mort de la supposée première abbesse suggère aux historiens qu'au moins une autre religieuse a été abbesse avant Agnès d'Orlamünde.
- Agnes von Orlamünde (morte en 1354)
- Kunigunde (ou Katharina) Notthafft von Weißenstein (morte en 1370)
- Anna, Burggräfin von Nürnberg (de 1370 à 1383), fille de Jean II de Nuremberg
- Ruth von Moßbach-Lindenfels
- Agnes von Wallenrode  (morte en 1409)
- Katharina Förtsch (de 1409 à 1410)
- Katharina Rieter (en 1410)
- Katharina von Schaumberg (de 1410 à 1411)
- Longa von Kotzau (de 1411 à 1428)
- Adelheid von Blassenberg (de 1428 à 1460)
- Elisabetha von Künsberg (de 1460 à 1484)
- Margaretha von Zedwitz (de 1484 à 1499)
- Magdalena von Wirsberg (de 1499 à 1522)
- Ottilia Schenck von Siemau (de 1522 à 1529)
- Apollonia von Waldenfels (de 1529 à 1543)[4]
- Margareta von Döhlau (de 1543 à 1569)[5]

## Architecture

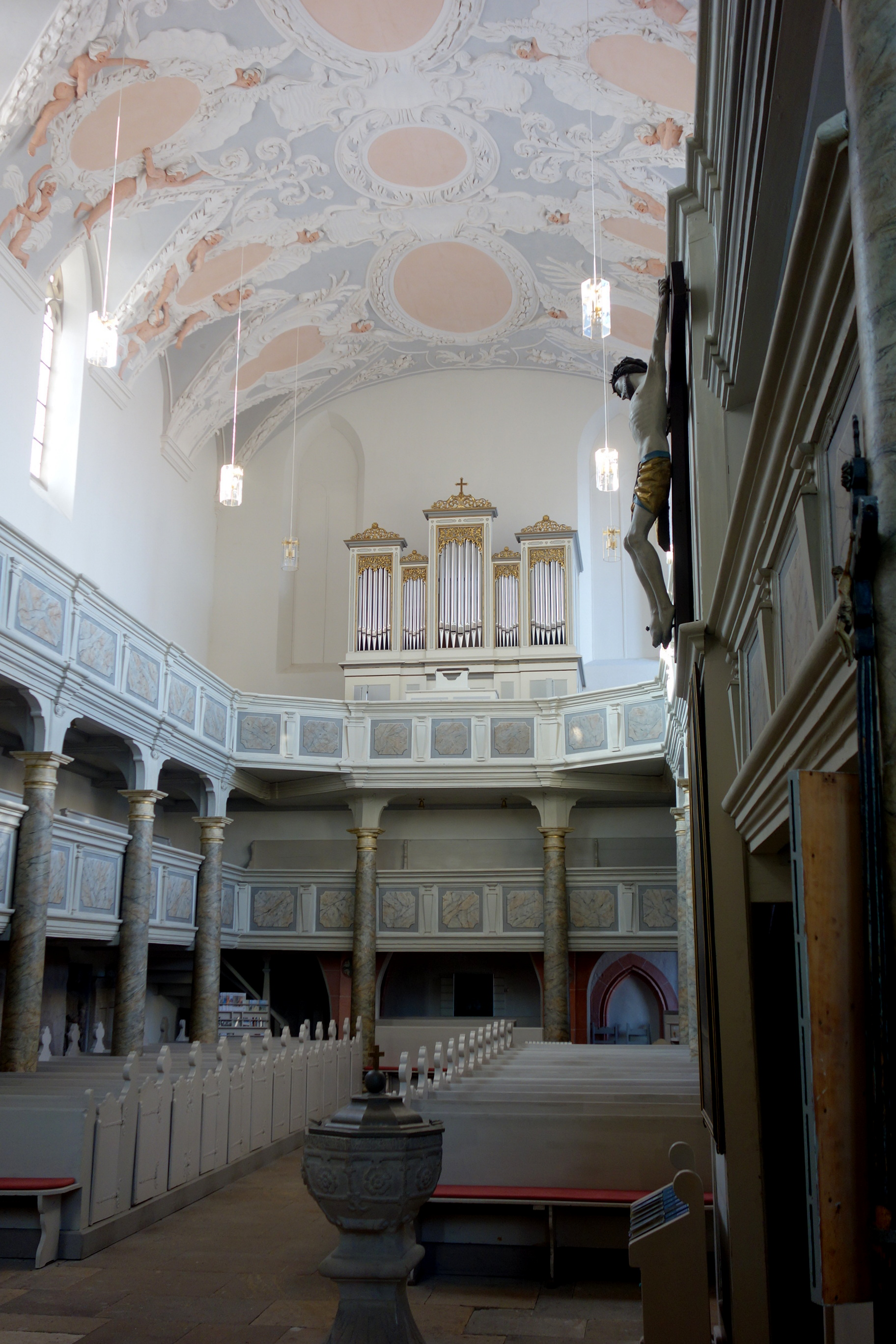
L'église actuelle, vue vers l'orgue de tribune.

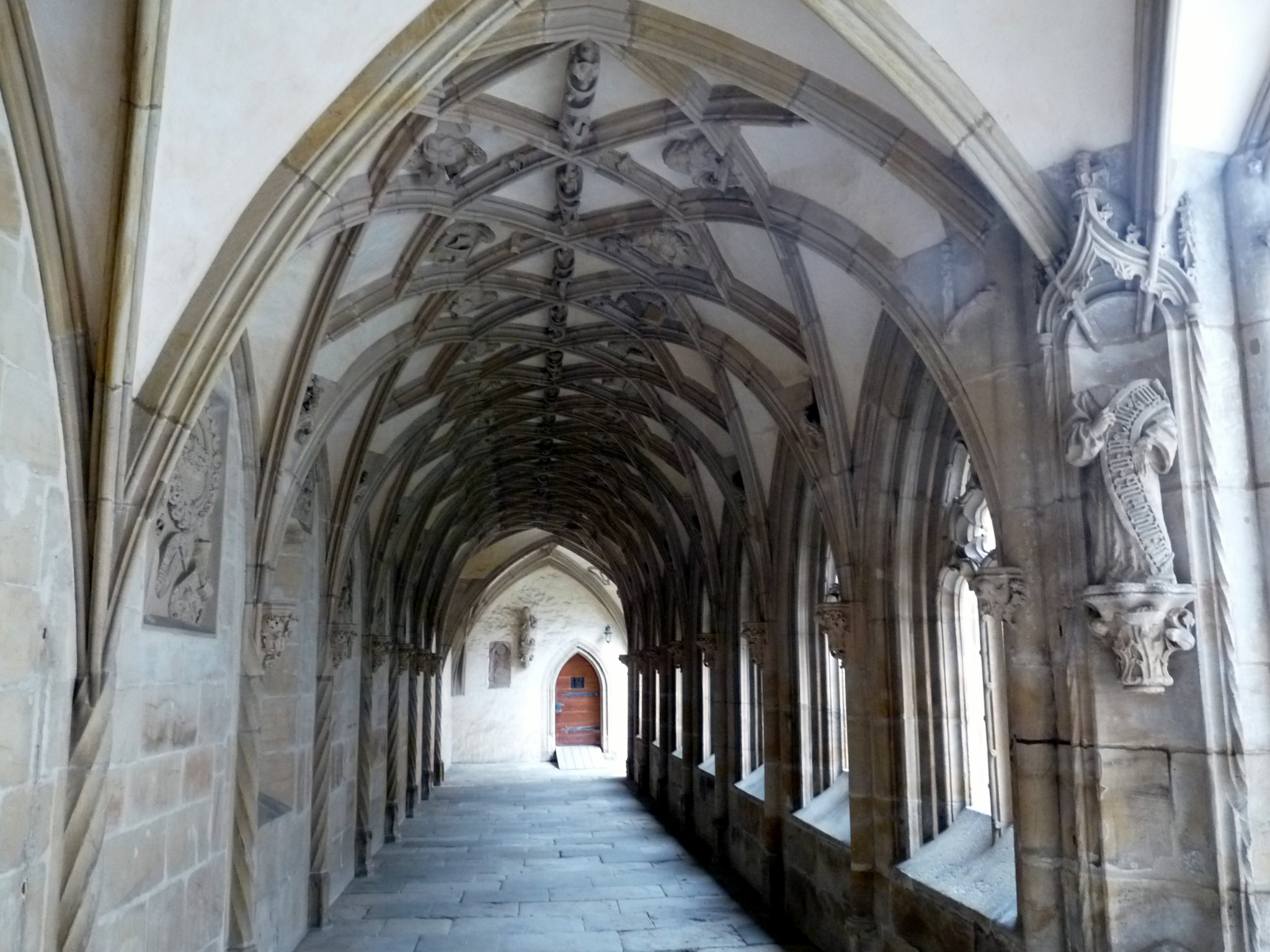
Le cloître de l'abbaye.

Les importants travaux menés à partir du XVIIe siècle dans le monastère n'ont laissé que l'église et l'aile nord du cloître dans l'état initial ; encore cet état initial est-il discutable en ce qui concerne l'église, dans laquelle deux tribunes filantes ont été ajoutées.
En revanche, l'abbatiale a conservé, ce qui est extrêmement rare, le mur de séparation entre les religieuses de chœur et les converses. Un vitrail représentant la Mère de Dieu et datant du XIVe siècle est également conservé.